# Pas de la Casa
Pas de la Casa è un villaggio di Andorra, nella parrocchia di Encamp, il secondo per popolazione dopo il capoluogo, sul confine nord-orientale con la Francia con 3 063 abitanti (dato 2010).
Il villaggio deve il suo nome ad una piccola capanna che si trovava in questo luogo all'inizio del XX secolo, così battezzata dai coprincipi. Il luogo era precedentemente chiamato Pas del Bac o Bac de la Casa. È l'unica parte del paese che si trova sul versante Atlantico dei Pirenei, sul fiume Ariège.
Il territorio del villaggio è frutto di un contratto d'affitto con il Comù di Encamp per il progetto di creare una nuova parrocchia ma per fare ciò è stato necessario modificare la Costituzione del 1993.
La festa principale cade il 29 giugno, giorno di san Pietro.

## Monumenti e luoghi d'interesse
- Chiesa di Sant Pere
- Port d'Envalira (2408 m) è il passo più alto dei Pirenei
- Stazione di sport invernali Pas de la Casa-Grau Roig.
- Galleria d'Envalira

## Economia
Le due fonti di ricchezza principali sono il commercio che genera un turismo di frontiera, soprattutto di francesi che qui possono comprare pagando poche imposte; e gli sport invernali con le piste da sci del Pas de la Casa e del vicino Grau Roig.